# Мидзухо (гидроавианосец)
«Мидзухо» (яп. 瑞穂 буквально «тучный рисовый колос») — японский гидроавианосец.
«Мидзухо» был одним из трёх гидроавианосцев (официально классифицировался как военный транспорт), заказанных по 2-й программе пополнения флота 1934 года, в конструкции которых была заложена возможность конверсии в носители СМПЛ. Постройка корабля была осуществлена частной верфью «Кавасаки» в Кобэ в 1937—1939 годах.
В составе 12-й и 7-й дивизий «Мидзухо» участвовал во второй японо-китайской войне и боях на Тихоокеанском театре, включая операции по захвату Филиппин и Нидерландской Ост-Индии. В ночь на 2 мая 1942 года на переходе из Йокосуки в Хасирадзиму получил попадание торпедой американской подводной лодки «Драм» и затонул, став первым крупным японским кораблём, потерянным в войне.

## Проектирование и постройка
«Мидзухо» был третьим гидроавианосцем (плавбазой гидроавиации), заказанным по принятой в 1934 году 2-й программе пополнения флота. Все три этих корабля были задуманы как одно из средств обхода ограничений Первого Лондонского договора, в их конструкцию была заложена возможность быстрого переоборудования в носители сверхмалых подводных лодок (СМПЛ). Однако в отличие от первых двух единиц («Титосэ» и «Тиёда»), на «Мидзухо» была в экспериментальных целях установлена энергетическая установка только из дизельных двигателей. При этом он лишился дымовой трубы, навесной платформы и пулемётной палубы, водоизмещение и осадка несколько уменьшились. Все эти изменения привели к выделению проекта в отдельный, с индексом G-10. По программе «Мидзухо» проходил как «военный транспорт категории Оцу» («Титосэ» и «Тиёда» — как транспорты категории Ко), с бюджетной стоимостью в 18,0 млн иен.
Корабль был заложен на стапеле верфи «Кавасаки» в Кобэ 1 мая 1937 года, спущен на воду 16 мая 1938 и передан флоту 25 февраля 1939. Его имя «Мидзухо» буквально означает «тучный рисовый колос» — сокращение от Мидзухо-но-куни (яп. 瑞穂の国 «Страна тучных рисовых колосов»), одного из старинных поэтических названий Японии.

## Конструкция

### Корпус и компоновка
Корпус «Мидзухо» был очень близок по конструкции к корпусам «Титосэ» и «Тиёды», также будучи гладкопалубным, с верхней палубой, плавно поднимающейся к S-образному форштевню, и крейсерской кормой с небольшим транцем. В носовой части находились надстройка с постами управления и зенитная артиллерия, в кормовой — закрытый ангар и оборудование для обслуживания авиации (СМПЛ в случае конверсии). Основными отличиями от первых двух гидроавианосцев были несколько меньшие размеры корпуса и отсутствие дымовой трубы и навесной платформы с пулемётной палубой — за счёт более компактной энергетической установки.
Носовая надстройка «Мидзухо» была очень похожа на надстройки «Титосэ» и «Тиёды» (различия только в размещении вооружения) и включала в общей сложности 5 ярусов:
- Самый нижний ярус не имел особого названия, а помещения в его составе считались расположенными на верхней палубе;
- Следующий ярус представлял собой нижний мостик. В его передней части находился спаренный 25-мм автомат и побортно — две 127-мм спаренные установки, в кормовой — треногая фок-мачта;
- Третий ярус представлял собой верхний мостик. На нём находились спаренный 25-мм автомат и посты наблюдения за надводной обстановкой (в закрытых спонсонах). Вокруг опор треногой фок-мачты был размещён сигнальный мостик, а за ним — платформа с двумя спаренными 25-мм автоматами. Последней на типе «Титосэ» не было;
- Четвёртый ярус представлял собой компасный мостик, на нём размещалась ходовая рубка, а по бортам от него — два 1,5-метровых штурманских дальномера тип 96 в башенках;
- Последний ярус являлся командным пунктом ПВО. На нём находились пост с СУАЗО тип 94, два поста с визирными колонками тип 95, посты наблюдения за воздушной обстановкой с зенитными бинокулярами и антенна радиопеленгатора[2].

В центральной части корпуса находились две пары массивных пилонов, каждая из которых соединялась широким поперечным мостиком. От установки на них навесной платформы (как на типе «Титосэ») отказались. На пилонах были размещены две пары тяжёлых грузовых стрел и одна пара стрел для подъёма гидросамолётов. На среднем поперечном мостике находились три спаренных 25-мм автомата, пост управления их огнём, два боевых прожектора и антенна радиопеленгатора. На кормовом же поперечном мостике размещались три зенитных автомата, треногая грот-мачта и небольшая рубка с кормовым постом наблюдения за водной поверхностью и постом с визирной колонкой тип 95. На среднем мостике автоматы размещались в виде треугольника, обращённого вершиной к носу, на кормовом — вершиной к корме.
Как и тип «Титосэ», «Мидзухо» не имел броневой защиты. Конструктивная подводная защита была представлена лишь двойными дном и бортом.
«Мидзухо» окрашивался в соответствии с общими правилами окраски, принятыми для кораблей японского императорского флота (ЯИФ). Надводный борт, надстройки, металлические палубы, 127-мм установки покрывались тёмно-шаровой краской («гункан иро»). Верхушки труб были окрашены в чёрный цвет, подводная часть корпуса — в тёмно-красный. 25-мм автоматы, настил палубы из листов линолеума (красно-коричневого, крепившегося латунными скобами) и парусиновые чехлы не окрашивались и сохраняли свои естественные цвета. На форштевне корабля устанавливалась императорская печать — золотая шестнадцатилепестковая хризантема. Кормовое название писалось на транце хираганой белой краской.

### Энергетическая установка
На «Мидзухо» была установлена двухвальная экспериментальная дизельная энергетическая установка вместо комбинированной (2 турбозубчатых агрегата и 2 дизеля на типе «Титосэ»). Общий её вес составлял 946 тонн (с учётом воды и смазочного масла — 980 тонн), суммарная длина её отсеков — 35,0 метров.
В двух машинных отделениях, разделённых продольной переборкой, находились два дизеля Кампон № 11 модель 8. Конструктивно они были выполнены как восьмицилиндровые с проектной мощностью 3800 л. с. (их прототипы, 6400-сильные дизели Кампон № 11 модель 10 с типа «Титосэ», имели десять цилиндров). Каждый из двигателей соединялся с одной из двух гидравлических передач типа «Вулкан», каждая из которых в свою очередь вращала вал гребного винта. Отвод выхлопных газов осуществлялся по вертикальных коллекторам вдоль пилонов кормового поперечного мостика. На испытаниях перед вступлением в строй «Мидзухо» развил скорость 19 узлов при мощности 14 000 л. с. (вместо 22 узлов при 15 200 л. с. по проекту). На практике за счёт неудовлетворительных характеристик экспериментальных дизелей Кампон № 11 модель 8 в начале службы корабль выдавал не более 17 узлов. Только после наладочных работ в феврале—мае 1940 года на испытаниях в июне того же года удалось достичь проектных скорости и мощности. В дальнейшем была проведена ещё одна модернизация дизельных двигателей в марте—апреле 1942 года, позволившая достичь полных проектных параметров энергетической установки.
Нормальный запас дизельного топлива составлял 1200 тонн, резервный запас, который можно было принять сверх него — 3348 тонн. Проектная дальность в первом случае составляла 8000 морских миль 16-узловым ходом, на практике же была достигнута дальность 12 016 морских миль при скорости 16 узлов и мощности ЭУ 5400 л. с..
На борту находилось также два вспомогательных паровых котла, размещённых в одном котельном отделении длиной 6,5 м, за машинными отделениями. Для питания корабельной электросети использовались четыре дизель-генератора: два по 400 КВт и два по 250 КВт.

### Вооружение

#### Авиационное оборудование
Для размещения авиагруппы «Мидзухо» имел полностью закрытый ангар длиной 90 метров (против 80 на типе «Титосэ»), занимавший два межпалубных пространства по высоте. Для подъёма самолётов был предусмотрен подъёмник с платформой прямоугольной формы (длина 7 и ширина 11,4 метра, против 7 и 11,2 на типе «Титосэ»). На верхней палубе (через платформу предстартовой подготовки) и в ангаре подъёмник был соединён с системой рельсовых дорожек, предназначенной для перемещения и хранения машин авиагруппы на транспортных тележках. Запасные самолёты, лопасти и поплавки хранились в носовой части ангара.
Запуск гидросамолётов осуществлялся с четырёх 19,4-метровых пороховых катапульт тип Курэ № 2 модель 5. Первая их пара располагалась между фок-мачтой и средним поперечным мостиком, вторая — за кормовым поперечным мостиком. Перед запуском самолёт устанавливался на специальную стартовую тележку и крепился на ней с помощью упоров, входивших в пазы на центральном поплавке (для однопоплавковых) или в фюзеляже (для двухпоплавковых). После разгона по рельсам катапульты тележка цеплялась с помощью крюка-задержника за трос амортизатора и быстро тормозилась, набравший же скорость гидросамолёт с запущенным двигателем поднимался в воздух. Интервал между запусками составлял 6 минут, и теоретически все 24 операционнопригодные машины могли быть подняты в течение получаса.
Подъём гидросамолётов с воды осуществлялся при помощью помощи пары 4-тонных грузовых стрел на пилонах и кормового 4-тонного крана. Кран находился на юте со смещением к левому борту и имел лёгкую стеньгу для растяжки радиоантенн. Совершивший посадку на воду самолёт выруливал под вываленную стрелу, член экипажа (штурман-бомбардир или стрелок-радист) крепил на нём спущенный грузовой штенкель, после чего самолёт поднимался стрелой на верхнюю палубу.

#### Авиагруппа
По исходному проекту «Мидзухо» должен был нести 24 операционнопригодных и 8 запасных двухместных гидросамолётов тип 95 (Накадзима E8N1), всего 32. На практике же его авиагруппа была смешанной и включала в себя также трёхместные гидросамолёты тип 94 (Каваниси E7K1), которые не спускались в ангар и хранились на верхней палубе. В 1939 году на гидроавианосце всего базировалось 9 самолётов обоих типов.
Более поздние штаты авиагруппы, актуальные к декабрю 1941 года, предусматривали базирование 4 трёхместных гидросамолётов-разведчиков и 16 двухместных гидросамолётов-корректировщиков. Фактически же к началу войны на «Мидзухо» размещались 3 трёхместных тип 94 № 2 (E7K2) и 12 двухместных тип 0 (Мицубиси F1M2), всего 15 машин.
| Таблица ТТХ базировавшихся на «Мидзухо» гидросамолётов | Таблица ТТХ базировавшихся на «Мидзухо» гидросамолётов | Таблица ТТХ базировавшихся на «Мидзухо» гидросамолётов | Таблица ТТХ базировавшихся на «Мидзухо» гидросамолётов | Таблица ТТХ базировавшихся на «Мидзухо» гидросамолётов | Таблица ТТХ базировавшихся на «Мидзухо» гидросамолётов | Таблица ТТХ базировавшихся на «Мидзухо» гидросамолётов | Таблица ТТХ базировавшихся на «Мидзухо» гидросамолётов | Таблица ТТХ базировавшихся на «Мидзухо» гидросамолётов | Таблица ТТХ базировавшихся на «Мидзухо» гидросамолётов |
|                                                        | Экипаж                                                 | Мощность двигателя                                     | Вооружение                                             | Размеры (размах крыльев, длина, высота)                | Вес (пустого/взлётный)                                 | Скорость (максимальная/ крейсерская)                   | Скороподъёмность                                       | Практический потолок                                   | Дальность/продолжительность полёта                     |
| Разведывательные гидросамолёты                         | Разведывательные гидросамолёты                         | Разведывательные гидросамолёты                         | Разведывательные гидросамолёты                         | Разведывательные гидросамолёты                         | Разведывательные гидросамолёты                         | Разведывательные гидросамолёты                         | Разведывательные гидросамолёты                         | Разведывательные гидросамолёты                         | Разведывательные гидросамолёты                         |
| ------------------------------------------------------ | ------------------------------------------------------ | ------------------------------------------------------ | ------------------------------------------------------ | ------------------------------------------------------ | ------------------------------------------------------ | ------------------------------------------------------ | ------------------------------------------------------ | ------------------------------------------------------ | ------------------------------------------------------ |
| Тип 94 (E7K1)                                          | 3                                                      | 750                                                    | 3 × 7,7-мм пулемёта 2 × 60 или 4 × 30 кг бомбы         | 14,0 × 10,41 × 4,81 м                                  | 1970 кг 3300 кг                                        | 239 км/ч на 500 м                                      | 10 мин 45 сек до 3000 м                                | ?                                                      | 12 часов                                               |
| Тип 94 № 2 (E7K2)                                      | 3                                                      | 870                                                    | 3 × 7,7-мм пулемёта 2 × 60 или 4 × 30 кг бомбы         | 14,0 × 10,5 × 4,85 м                                   | 2100 кг 3300 кг                                        | 276 км/ч на 2000 м                                     | 9 мин 06 сек до 3000 м                                 | 7060 м                                                 | 11,32 часа                                             |
| Тип 95 модель 1 (E8N1)                                 | 2                                                      | 580                                                    | 2 × 7,7-мм пулемёта 2 × 30 кг бомбы                    | 10,98 × 8,81 × 3,84 м                                  | 1320 кг 1900 кг                                        | 300 км/ч на 3000 м                                     | 6 мин 31 сек до 3000 м                                 | 7270 м                                                 | 899 км                                                 |
| Гидросамолёты-корректировщики                          |                                                        |                                                        |                                                        |                                                        |                                                        |                                                        |                                                        |                                                        |                                                        |
| Тип 0 модель 11 (F1M2)                                 | 2                                                      | 875                                                    | 3 × 7,7-мм пулемёта 2 × 60 кг бомбы                    | 11,0 × 9,5 × 4,0 м                                     | 1928 кг 2550 кг                                        | 370 км/ч                                               | 9 мин 36 сек до 5000 м                                 | 9440 м                                                 | 741 км                                                 |

#### Артиллерийское
На «Мидзухо» были установлены шесть 127-мм зенитных орудий тип 89 в трёх спаренных установках модели A1 второй модификации). Они находились в носу корабля и по бортам от носовой надстройки, на уровне нижнего мостика. Для управление их огнём использовался СУАЗО тип 94 с 4,5-метровым стереоскопическим дальномером в командном посту ПВО, счётно-решающий прибор был размещён в ЦАП под носовой надстройкой.
Малокалиберная зенитная артиллерия была представлена десятью спаренными автоматами тип 96 (всего 20 стволов), находившихся на втором и третьем ярусах носовой надстройки (№ 1 и № 2), платформе за фок-мачтой (№ 3 и № 4), поперечном среднем мостике (№ 5-7) и поперечном кормовом мостике (№ 8-10). У установленных на поперечных мостиках автоматов углы обстрела были очень большими, близкими к круговым. Система управления огнём МЗА включала четыре поста с визирными колонками тип 95, из которых посты № 1 и № 2 находились на КП ПВО, № 3 — на среднем поперечном мостике и № 4 — на крыше рубки кормового поста наблюдения за водной поверхностью (за грот-мачтой, на кормовом поперечном мостике). Также на корабле имелось два штурманских дальномера тип 96 с 1,5-метровой базой (в башенках по бортам компасного мостика) и два 110-см боевых прожектора тип 92 (на среднем поперечном мостике).

## История службы

### Довоенная
После вступления в строй 25 февраля 1939 года «Мидзухо» был зачислен в состав 12-й дивизии Четвёртого флота. Также он был приписан к военно-морской базе Йокосука и получил радиопозывной JQTA. 2 марта гидроавианосец покинул Сасэбо и направился к побережью Северного Китая. 12 марта он был назначен флагманом 12-й дивизии и всего Четвёртого флота, сменив в этом качестве тяжёлый крейсер «Асигара». Дальнейшие полгода службы корабля были спокойными, бо́льшую часть времени он стоял на якоре в Циндао и лишь иногда выходил в море для авиаподдержки частей японской императорской армии (ЯИА) и патрулирования.
15 ноября 1939 года в ходе реорганизации японских военно-морских сил в Китае Четвёртый флот был преобразован в Третий экспедиционный китайский флот. В его составе осталась только 12-я дивизия из «Мидзухо» (флагман как дивизии, так и всего флота), 21-го дивизиона миноносцев (4 единицы типа «Тидори») и плавбазы миноносцев «Сюри-мару», а также базовое соединение района Циндао. Боевые действия в районе к тому времени уже завершились, и этот наряд сил считался достаточным для патрулирования. Продолжающиеся проблемы с дизелями «Мидзухо» привели к возвращению в Японию, где 5 февраля 1940 года он был выведен в резерв и встал на ремонт в Йокосуке. С 21 по 25 мая гидроавианосец прошёл докование и 1 июня был возвращён в строй, с прямым подчинением Объединённому флоту.
С 25 августа по 22 сентября 1940 года «Мидзухо» (вероятно, с самолётами или военным грузом) совершил поход из Йокосуки до Трука и вернулся обратно. 15 ноября он был включён в состав 7-й дивизии авианосцев Первого флота (вместе с «Титосэ») и назначен её флагманом. С 10 декабря по 21 февраля 1941 года гидроавианосец патрулировал побережье Южного Китая, острова Хайнань и Французского Индокитая. 25 февраля он снова вышел к китайскому побережью, со стоянками с 1 по 2 марта в Саньдуао и с 3 по 7 марта в Мако, но вернулся в Японию 12 марта из-за необходимости ремонта. 10 апреля 7-я дивизия авианосцев была переименована в 11-ю и передана в подчинение Объединённому флоту. В 1941 году «Мидзухо» дважды проходил докование в арсенале флота в Йокосуке: с 27 апреля по 1 мая и с 20 по 30 сентября.
27 ноября 1941 года 7-я ДАВ из «Мидзухо» и «Титосэ» покинула пролив Тэрасима и направилась на Палау, куда прибыла 2 декабря. Она вошла в состав Группы гидроавиации Южно-Филиппинских сил поддержки, составную часть Филиппинского соединения, которое должно было поддерживать захват этих островов.

### Вторая Мировая война
8 декабря 1941 года 7-я ДАВ покинула Палау и направилась к Легаспи на острове Лусон. Первый боевой вылет авиагруппа «Мидзухо» совершила в тот же день: с 7:00 по 9:25 четыре корректировщика тип 0 выполняли противолодочное патрулирование западного входа в лагуну Палау. 11 декабря с 9:45 по 12:45 аналогичную задачу выполнял гидросамолёт тип 94. 12 декабря началась высадка в Легаспи, «Мидзухо» в это время находился восточнее, у острова Рапу-Рапу. В 6:20 с него поднялось 6 корректировщиков тип 0 (под командованием командира авиагруппы капитан-лейтенанта Ацуо Ито) для воздушной разведки окрестностей Легаспи, в 6:50 вылетело ещё три самолёта это типа, которые должны были разведать аэродром Сорсогон и сам Легаспи. Затем в 11:45 взлетели три гидросамолёта тип 94, которые в 11:45 сбросили по две 60-кг бомбы на радиостанцию в Вираке на острове Катандуанес. В 11:15 поднялись ещё три корректировщика тип 0 для разведки Вирака и Каталага. К 14:00 все самолёты в целости вернулись на корабль, ставший на якорь у острова Катандуанес. На второй день высадки, 13 декабря, корректировщики тип 0 обеспечивали боевой воздушный патруль района, совершив с этой целью 18 самолётовылетов, но противника не встретив. Четыре машины этого же типа в 17:00 вылетели на поддержку наземных войск, обстреляли 5 автомашин противника на дороге между Легаспи и Сорсогоном и вернулись в 18:30. До 17 декабря авиагруппа «Мидзухо» продолжала использоваться для противовоздушного и противолодочного патрулирования района высадки, а также непосредственной поддержки войск.
31 декабря 1941 года 7-я ДАВ вышла в море для участия в захвате Нидерландской Ост-Индии. 2 января 1942 года она зашла в Давао. 10 января авиагруппа «Мидзухо» выполняла противолодочное охранение десантных сил, а с 11 по 21 января поддерживала захват города Манадо. Гидроавианосец при этом находился на якорной стоянке у острова Банка. 11 января при высадке десанта в Манадо одним из корректировщиков тип 0 (командир экипажа — старшина 2-й статьи Тёбин Мотидзуки) по ошибке был сбит транспортный самолёт L3Y ВДВ морской пехоты ЯИФ с десантниками на борту. Этот F1M2 поднялся в воздух в 14:40, в 15:30 получил сообщение о вражеской авиации над городом Кема, в 16:10 обнаружил три двухмоторные машины, опознанные как бомбардировщики B-25, быстро атаковал и сбил одну из них. Причинами этой ошибки, вероятно, послужили внешнее сходство самолётов (и L3Y, и B-25 имели характерное двухкилевое хвостовое оперение), а также взвинченность и усталость лётчиков, уже несколько раз за день отражавших налёты и стремившихся защитить свой корабль во что бы то ни стало.
После захвата Манадо «Мидзухо» 21 января снова вышел в море и 23-24 января поддерживал высадку в Кендари. С 29 по 31 января он перешёл к острову Серам, оттуда его авиагруппа до 3 февраля участвовала в захвате Амбона. С 6 по 11 февраля гидроавианосец поддерживал высадку в Макассаре, с 17 по 21 февраля в Купанге на острове Тимор и 25 февраля в городе Сурабая. 1 марта в районе острова Бавеан 11 корректировщиков тип 0 с «Мидзухо» и «Титосэ» около 14:30 бомбили американский эсминец «Поуп», добившись близких разрывов, которые привели к постепенному затоплению левого машинного отделения. Примерно через час эсминец был добит шестёркой ударных самолётов тип 97 (B5N2) с авианосца «Рюдзё» и огнём тяжёлых крейсеров «Асигара» и «Мёко». 9 марта «Мидзухо» покинул залив Старинг и, зайдя по пути в Макассар и Давао, 28 марта прибыл в Йокосуку, где стал на ремонт. С 28 марта по 2 апреля он прошёл там докование.
1 мая 1942 года «Мидзухо» покинул Йокосуку и направился в Курэ, где на рейде Хасирадзима стояли главные силы Объединённого флота. Однако в 23:15 того же дня находившийся в 40 милях от мыса Омаэдзаки гидроавианосец был атакован американской подводной лодкой «Драм» (командир — капитан 3-го ранга Райс), поразившей его одной из двух выпущенных торпед. Попадание пришлось в уязвимое место корабля — между машинным отделением и отсеком электростанции, в результате чего он сразу же потерял ход, а взрыв паров бензина и авиабомб в ангаре вызвал сильный пожар. Поступление воды через пробоины быстро привело к крену в 23°. В течение 8 минут после атаки «Драм» отстреляла ещё четыре торпеды по замеченному японскому эсминцу, которого в действительности не существовало — гидроавианосец шёл без эскорта.
В 00:30 2 мая к повреждённому «Мидзухо» подошли тяжёлые крейсера «Такао» и «Мая», выполнявшие переход в том же районе и получившие радиосообщение с описанием ситуации. Первый из них занялся оказанием помощи, второй взял на себя функцию прикрытия. Благодаря усилиям экипажа гидроавианосца пожар удалось потушить, и на «Такао» стали обсуждать возможность взять «Мидзухо» на буксир. Однако затем затопление резко усилилось и в 3:00 был отдан приказ покинуть корабль, который в 04:16 перевернулся и затонул кормой вперёд. Всего на «Мидзухо» погиб 101 человек (7 офицеров и 94 матроса) и 31 был ранен (в том числе 17 тяжело). «Такао» принял на борт 52 офицеров (включая командира гидроавианосца капитана 1-го ранга Окума), 651 матроса и 5 вольнонаёмных членов экипажа — всего 708 человек. Затем крейсера взяли курс обратно на Йокосуку.
«Мидзухо» был исключён из списков 20 мая 1942 года. Он стал первым крупным кораблём японского флота, погибшим во Второй Мировой войне. Возможно, что эта потеря стала более чувствительной в будущем — во второй половине войны «Мидзухо» мог быть перестроен в лёгкий авианосец, подобно «Титосэ» и «Тиёда».

## Командиры
- 16.05.1938 — 15.11.1939 капитан 1 ранга (тайса) Тайдзиро Аоки (яп. 青木泰二郎)[5];
- 15.11.1939 — 15.10.1940 капитан 1 ранга (тайса) Ватару Камасэ (яп. 蒲瀬和足)[18];
- 15.10.1940 — 5.9.1941 капитан 1 ранга (тайса) Митио Сумикава (яп. 澄川道男)[23];
- 5.9.1941 — 2.5.1942 капитан 1 ранга (тайса) Юдзуру Окума (яп. 大熊譲)[23].